# 1993년 일본 자유민주당 총재 선거
1993년 자유민주당 총재 선거(일본어: 1993年自由民主党総裁選挙)는 1993년 7월 30일에 실시된 자유민주당 총재를 선출하기 위한 선거다.

## 과정
1993년 총선 결과 자유민주당이 과반수 획득에 실패한 데 이어 창당 이래 처음으로 야당으로 밀려났다. 이에 대한 책임을 지고 미야자와 기이치가 총재에서 물러나면서 총재 선거가 실시되었다. 미야자와의 파벌인 굉지회에서 고노 요헤이가 입후보했고 지난 선거에서 2위를 했던 와타나베 미치오가 대항마로 나섰는데 고노가 승리했다. 하지만 자민당이 야당으로 밀려났기에 고노는 자민당 역대 총재 중 처음으로 총리대신에 취임하지 못한 사례가 되었다.

## 후보자
| 고노 요헤이                                                 | 와타나베 미치오                                                               |
|                                                             |                                                                               |
| 중의원 의원(10선, 가나가와현 제5구) 내각관방장관(1992-1993) | 중의원 의원(11선, 도치기현 제1구) 외무대신(1991-1993) 정무조사회장(1987-1989) |
| 굉지회(미야자와파)                                          | 정책과학연구소(와타나베파)                                                    |
| 가나가와현                                                  | 지바현                                                                        |

## 결과
| 후보자          | 득표수 |
| --------------- | ------ |
| 고노 요헤이     | 208표  |
| 와타나베 미치오 | 159표  |